# Worksop
Worksop este un oraș în comitatul Nottinghamshire, regiunea East Midlands, Anglia. Orașul se află în districtul Bassetlaw a cărui reședință este, fiind străbătut de râul Ryton și se află la capătul nordic al pădurii Sherwood. Worksop este localizat la 19 mile (31 km) est-sud-est de Sheffield, cu o populație de 41.820.